# Стоктон (Міннесота)
Стоктон (англ. Stockton) — місто (англ. city) в США, в окрузі Вінона штату Міннесота. Населення — 809 осіб (2020).

## Географія
Стоктон розташований за координатами 44°1′36″ пн. ш. 91°46′9″ зх. д. / 44.02667° пн. ш. 91.76917° зх. д. (44.026746, -91.769228).  За даними Бюро перепису населення США в 2010 році місто мало площу 4,41 км², з яких 4,40 км² — суходіл та 0,01 км² — водойми.

## Демографія
Згідно з переписом 2010 року, у місті мешкало 697 осіб у 260 домогосподарствах у складі 194 родин. Густота населення становила 158 осіб/км².  Було 282 помешкання (64/км²).
Расовий склад населення:
| - 95,8 % — білих - 2,4 % — азіатів - 0,7 % — чорних або афроамериканців |

До двох чи більше рас належало 0,6 %. Частка іспаномовних становила 1,7 % від усіх жителів.
За віковим діапазоном населення розподілялося таким чином: 25,4 % — особи молодші 18 років, 65,6 % — особи у віці 18—64 років, 9,0 % — особи у віці 65 років та старші. Медіана віку мешканця становила 35,9 року. На 100 осіб жіночої статі у місті припадало 105,0 чоловіків;  на 100 жінок у віці від 18 років та старших — 113,1 чоловіків також старших 18 років.
Середній дохід на одне домашнє господарство  становив 60 314 долари США (медіана — 51 875), а середній дохід на одну сім'ю — 70 554 долари (медіана — 65 625). Медіана доходів становила 38 269 доларів для чоловіків та 31 842 долари для жінок. За межею бідності перебувало 12,0 % осіб, у тому числі 13,9 % дітей у віці до 18 років та 23,7 % осіб у віці 65 років та старших.
Цивільне працевлаштоване населення становило 407 осіб. Основні галузі зайнятості: виробництво — 33,2 %, освіта, охорона здоров'я та соціальна допомога — 24,3 %, роздрібна торгівля — 14,0 %, оптова торгівля — 7,4 %.